# Ashok Amritraj
Ashok Amritraj (nacido el 22 de febrero de 1956) es presidente y director ejecutivo de Hyde Park Entertainment Group y anteriormente fue director ejecutivo de National Geographic Films.

## Carrera
Amritraj ha producido más de 100 películas durante sus 35 años de carrera con ingresos colectivos en todo el mundo que superan los 2 mil millones de dólares. Se asoció con todos los estudios importantes de Hollywood y produjo películas protagonizadas por personajes como Dwayne "The Rock" Johnson, Robert De Niro, Bruce Willis, Sandra Bullock, Sylvester Stallone, Angelina Jolie, Cate Blanchett, Dustin Hoffman, Andrew Garfield, Steve Martin, Rajinikanth, Antonio Banderas, Jennifer Aniston, Nicolas Cage, y muchos más.
En 2016, Amritraj fue nombrado primer Embajador de Buena Voluntad de la India de las Naciones Unidas para los 17 Objetivos de Desarrollo Sostenible de la ONU. En diciembre de 2018, por decreto del Presidente de la República de Francia, Amritraj fue nombrado Chevalier (caballero) de la Ordre National du Merité.
Amritraj tuvo éxitos de taquilla como Ghost Rider: Spirit of Vengeance, protagonizada por Nicolas Cage, Bringing Down the House, protagonizada por Steve Martin, Premonition, protagonizada por Sandra Bullock, Walking Tall protagonizada por The Rock. Su filmografía también incluye títulos aclamados por la crítica, entre ellos 99 Homes, protagonizada por Andrew Garfield y Michael Shannon, Blue Valentine, protagonizada por Ryan Gosling y Michelle Williams, y Shopgirl, protagonizada por Steve Martin y Claire Danes.
Los proyectos actuales de Amritraj incluyen: la película biográfica del tenista Arthur Ashe en asociación con Warner Music Group, The Man Who Lived Underground, en asociación con Khalabo Ink Society de Kenya Barris y Paramount Pictures, Amnistía, por escribir y dirigida por Ramin Bahrani, Rubik's Cube, basada en el juguete más vendido a nivel mundial, en asociación con Endeavor Content, Remote Control protagonizada por Gerard Butler en asociación con STX Films, y el remake de Blake Edwards película 10 con Warner Bros. Pictures.
En 2022, Hyde Park y Warner Music Entertainment lanzaron la Beca de Mujeres Asiáticas de Hyde Park Entertainment y Warner Music Entertainment, en asociación con Film Independent, que mostrará a escritoras y directoras que sean asiáticas o formen parte de la diáspora asiática. La beca está alineada con el compromiso continuo y compartido de Hyde Park y Warner Music Group con la diversidad y la inclusión.
La lista recientemente anunciada de Hyde Park Asia incluye la finalista del Premio Pulitzer Maximum City, que será dirigida por Anurag Kashyap y la novela más vendida Paradise Towers con la cineasta Zoya Akhtar.
Amritraj forma parte del comité de productores A2025 para promover la inclusión y las oportunidades equitativas en la Academia de Cine y Artes, y en el consejo asesor de la Dodge Film School de la Universidad Chapman. En 2015, recibió un doctorado Honorario en Artes de la Universidad de East London.

## Filmografía
Fue productor de todas las películas a menos que se indique lo contrario.

### Película
| Año  | Película                                         | Crédito             | Notas           |
| ---- | ------------------------------------------------ | ------------------- | --------------- |
| 2023 | Arthur Ashe                                      |                     |                 |
| 2023 | The Man Who Lived Underground                    |                     |                 |
| 2023 | Bury The Lede                                    |                     |                 |
| 2023 | The Light We Lost                                |                     |                 |
| 2023 | Proxy                                            |                     |                 |
| 2023 | Wedding Season                                   | Productor ejecutivo |                 |
| 2019 | Deadcon                                          |                     |                 |
| 2019 | Prey                                             |                     |                 |
| 2019 | The Global Citizen Concert Film: Louder Together |                     |                 |
| 2017 | Killing Hasselhoff                               |                     |                 |
| 2016 | The Young Messiah                                | Productor ejecutivo |                 |
| 2016 | Term Life                                        | Productor ejecutivo |                 |
| 2015 | Careful What You Wish For                        |                     |                 |
| 2014 | Every Secret Thing                               | Productor ejecutivo |                 |
| 2014 | 99 Homes                                         |                     |                 |
| 2014 | The Journey Home                                 | Productor ejecutivo |                 |
| 2013 | Life of Crime                                    |                     |                 |
| 2011 | The Double                                       |                     |                 |
| 2011 | Ghost Rider: Spirit of Vengeance                 |                     |                 |
| 2010 | Machete                                          | Productor ejecutivo |                 |
| 2010 | Leonie                                           |                     |                 |
| 2010 | Dylan Dog: Dead of Night                         | Productor ejecutivo |                 |
| 2009 | Street Fighter: The Legend of Chun-Li            |                     |                 |
| 2009 | The City of Your Final Destination               | Productor ejecutivo |                 |
| 2009 | Dark Country                                     |                     |                 |
| 2008 | Asylum                                           |                     |                 |
| 2008 | Traitor                                          | Productor ejecutivo |                 |
| 2008 | The Other End of the Line                        |                     |                 |
| 2007 | Trade                                            | Productor ejecutivo |                 |
| 2007 | Premonition                                      |                     |                 |
| 2007 | Death Sentence                                   |                     |                 |
| 2007 | Battle in Seattle                                | Productor ejecutivo |                 |
| 2007 | Trick 'r Treat                                   | Productor ejecutivo |                 |
| 2005 | Shopgirl                                         |                     |                 |
| 2005 | Dreamer                                          | Productor ejecutivo |                 |
| 2004 | Walking Tall                                     |                     |                 |
| 2004 | Raising Helen                                    |                     |                 |
| 2003 | Bringing Down the House                          |                     |                 |
| 2002 | Moonlight Mile                                   | Productor ejecutivo |                 |
| 2001 | Antitrust                                        | Productor ejecutivo |                 |
| 2001 | What's the Worst That Could Happen?              |                     |                 |
| 2001 | Original Sin                                     | Productor ejecutivo |                 |
| 2001 | Bandits                                          |                     |                 |
| 2000 | Jill Rips                                        | Productor ejecutivo | Uncredited      |
| 2000 | Mercy                                            | Productor ejecutivo |                 |
| 2000 | Battlefield Earth                                | Productor ejecutivo |                 |
| 2000 | The Elf Who Didn't Believe                       |                     |                 |
| 2000 | Get Carter                                       | Productor ejecutivo |                 |
| 1999 | Tycus                                            |                     | Directo a vídeo |
| 1999 | The Confession                                   | Productor ejecutivo |                 |
| 1999 | Prophet                                          |                     | Directo a vídeo |
| 1999 | Fallout                                          |                     |                 |
| 1999 | Fugitive Mind                                    | Productor ejecutivo | Directo a vídeo |
| 1999 | Angel in Training                                |                     |                 |
| 1999 | Entropy                                          | Productor ejecutivo |                 |
| 1999 | Restraining Order                                |                     |                 |
| 1999 | Five Aces                                        | Productor ejecutivo |                 |
| 1999 | The Boondock Saints                              | Productor ejecutivo |                 |
| 1999 | Invisible Mom II                                 |                     | Directo a vídeo |
| 1999 | Storm Catcher                                    | Productor ejecutivo |                 |
| 1999 | If... Dog... Rabbit...                           |                     |                 |
| 1999 | The Third Miracle                                | Productor ejecutivo |                 |
| 1999 | The White River Kid                              | Productor ejecutivo |                 |
| 1998 | Scorpio One                                      |                     |                 |
| 1998 | Invisible Dad                                    |                     | Directo a vídeo |
| 1998 | Surface to Air                                   |                     |                 |
| 1998 | Freedom Strike                                   |                     |                 |
| 1998 | Counter Measures                                 |                     | Directo a vídeo |
| 1998 | Jeans                                            |                     |                 |
| 1998 | Jungle Boy                                       | Productor ejecutivo |                 |
| 1998 | Evasive Action                                   |                     |                 |
| 1998 | Black Thunder                                    |                     |                 |
| 1998 | The Last Siege: Never Surrender                  |                     |                 |
| 1998 | A Murder of Crows                                |                     |                 |
| 1998 | The White Raven                                  |                     |                 |
| 1998 | The Boy Who Saved Christmas                      |                     |                 |
| 1998 | Dear Santa                                       |                     |                 |
| 1998 | Billy Frankenstein                               |                     |                 |
| 1997 | Strategic Command                                |                     |                 |
| 1997 | Scorned 2                                        | Productor ejecutivo |                 |
| 1997 | Steel Sharks                                     |                     |                 |
| 1997 | Inferno                                          |                     |                 |
| 1997 | The Shooter                                      |                     |                 |
| 1997 | Time Under Fire                                  |                     |                 |
| 1997 | Inner Action                                     | Productor ejecutivo |                 |
| 1996 | Invisible Mom                                    | Productor ejecutivo | Directo a vídeo |
| 1996 | Night Hunter                                     |                     |                 |
| 1996 | Electra                                          | Productor ejecutivo |                 |
| 1996 | Virus                                            | Productor ejecutivo |                 |
| 1996 | Crash Dive                                       |                     | Directo a vídeo |
| 1996 | Alone in the Woods                               |                     |                 |
| 1995 | Victim of Desire                                 | Productor ejecutivo |                 |
| 1995 | Street Law                                       | Productor ejecutivo |                 |
| 1995 | Virtual Combat                                   |                     | Directo a vídeo |
| 1995 | The Donor                                        | Productor ejecutivo |                 |
| 1995 | No Exit                                          | Productor ejecutivo | Direct-to-video |
| 1994 | Last Resort                                      | Productor ejecutivo | Direct-to-video |
| 1994 | Red Sun Rising                                   | Productor ejecutivo |                 |
| 1994 | Illicit Dreams                                   |                     |                 |
| 1994 | The Killing Machine                              | Productor ejecutivo |                 |
| 1993 | Betrayal of the Dove                             |                     |                 |
| 1993 | Tropical Heat                                    |                     |                 |
| 1993 | Night Eyes 3                                     |                     |                 |
| 1993 | Snapdragon                                       |                     |                 |
| 1993 | Scorned                                          | Productor ejecutivo |                 |
| 1992 | Invasion of Privacy                              |                     | Directo a vídeo |
| 1992 | Illicit Behavior                                 |                     |                 |
| 1991 | Popcorn                                          |                     |                 |
| 1991 | Last Call                                        | Productor ejecutivo |                 |
| 1991 | Double Impact                                    |                     |                 |
| 1991 | Legal Tender                                     |                     |                 |
| 1991 | Night Eyes 2                                     |                     |                 |
| 1990 | Night Eyes                                       |                     |                 |
| 1990 | Schweitzer                                       |                     |                 |
| 1989 | The Jigsaw Murders                               | Productor ejecutivo |                 |
| 1989 | Eyewitness to Murder                             |                     |                 |
| 1988 | Bloodstone                                       | Coproductor         |                 |
| 1986 | Smart Alec                                       | Productor ejecutivo |                 |
| 1985 | Nine Deaths of the Ninja                         |                     |                 |
| 1985 | School Spirit                                    |                     |                 |
| 1984 | Fleshburn                                        | Productor ejecutivo |                 |

Como un actor
| Año  | Película          | Role                              | Notas           |
| ---- | ----------------- | --------------------------------- | --------------- |
| 1991 | Ojos nocturnos 2  | Patrón del bar                    |                 |
| 1995 | Víctima del deseo | Oficial de policía de Los Ángeles |                 |
| 1995 | Combate virtual   | Guardia #2                        | Directo a vídeo |
| 1996 | Buceo intensivo   | Marinero                          | Directo a vídeo |
| 1997 | Despreciado 2     | Policía                           |                 |

como escritor
| Año  | Película          |
| ---- | ----------------- |
| 1998 | chico de la selva |

Equipo misceláneo
| Año  | Película            | Role        |
| ---- | ------------------- | ----------- |
| 1994 | La máquina de matar | Presentador |

Gracias
| Año  | Película                  | Role               |
| ---- | ------------------------- | ------------------ |
| 1997 | 2103: El despertar mortal | Gracias especiales |

### Televisión
| Año  | Título                     | Crédito             | Notas                  |
| ---- | -------------------------- | ------------------- | ---------------------- |
| 1992 | Respuesta sexual           |                     | película de televisión |
| 1996 | Apagón                     |                     | película de televisión |
| 1996 | Night Eyes 4: Pasión fatal | Productor ejecutivo | película de televisión |
| 1997 | Mi perro fantasma          |                     | película de televisión |
| 2011 | Navidad perdida            | Productor ejecutivo | película de televisión |